# Josef Herschenbach
Josef Herschenbach (* 10. Dezember 1886) war ein preußischer Verwaltungsbeamter, Kreisbeigeordneter und Landrat des Siegkreises.

## Leben
Der Protestant Josef Herschenbach, war Sohne eines Landwirts. Im Jahr 1905 trat er als Mitarbeiter bei der Kreisverwaltung des Siegkreises ein und stieg dort schließlich zum Kreisbeigeordneten auf. Als solchem wurde ihm, nach dem Tod des im Dienst verstorbenen Landrats Hermann Strahl, von April bis Oktober 1924 auftragsweise das Landratsamt übertragen. 